# Кшечув (Мисленицький повіт)
Кшечув (пол. Krzeczów) — село в Польщі, у гміні Любень Мисленицького повіту Малопольського воєводства.
Населення — 893 особи (2011).
У 1975-1998 роках село належало до Новосондецького воєводства.

## Демографія
Демографічна структура станом на 31 березня 2011 року:
|          | Загалом | Допрацездатний вік | Працездатний вік | Постпрацездатний вік |
| -------- | ------- | ------------------ | ---------------- | -------------------- |
| Чоловіки | 439     | 113                | 279              | 47                   |
| Жінки    | 454     | 105                | 257              | 92                   |
| Разом    | 893     | 218                | 536              | 139                  |